# Salman Khan
Abdul Rashid Salim Salman Khan, meglio noto come Salman Khan (in hindī सलमान ख़ान, Salamāna K͟hāna; Indore, 27 dicembre 1965), è un attore indiano.
Avendo preso parte ad alcuni dei maggiori successi di Bollywood è considerato una delle figure più importanti di quell'industria cinematografica.

## Biografia
Primogenito dello sceneggiatore Salim Khan e di Salma Khan, la sua matrigna è l'attrice e danzatrice indiana Helen Khan.
Khan debuttò nel 1988 nel film Biwi Ho To Aisi dove ha interpretato un ruolo secondario. La sua prima parte da protagonista in un film di Bollywood risale alla commedia romantica Maine Pyar Kiya di Sooraj Barjatya, nell'anno successivo. Il film divenne in seguito uno dei più grandi successi commerciali in India e gli valse il Filmfare Best Debut Award, oltre ad una candidatura per il Filmfare Award per il miglior attore.
Dopo alcuni film di minor successo, nel 1994 ha interpretato il suo secondo film con la regia di Sooraj Barjatya: Hum Aapke Hain Koun che è stato anch'esso un grande successo commerciale. Da allora Salman Khan ha interpretato diverse pellicole di cassetta.
Successivamente ha interpretato molti altri successi come "Tere naam", "Salam-e-ishq", "Judwaa", "Partner", "Wanted"; ha anche fatto speciali apparizioni in qualche film come "Kuch kuch hota hai", "Om shanti om", "Ajab prem ki ghazab kahani".
Nel 2007 ha interpretato Marigold: An Adventure in India, il suo primo film a Hollywood con l'attrice statunitense Ali Larter.di origine persiana.
Il 6 maggio 2015 venne condannato a cinque anni di reclusione per omicidio colposo in relazione all'incidente avvenuto nel 2002 durante il quale investì e uccise un senza tetto ferendo quattro persone. Nonostante ciò l'8 maggio 2015 l'Alta Corte di Mumbai decide di sospendere la pena inflittagli il 6 maggio precedente concedendogli la libertà provvisoria
.

## Filmografia

### Cinema
- Biwi Ho To Aisi, regia di J.K. Bihari (1988)
- Maine Pyar Kiya, regia di Sooraj Barjatya (1989)
- Baaghi: A Rebel for Love, regia di Deepak S. Shivdasani (1990)
- Sanam Bewafa, regia di Saawan Kumar Tak (1991)
- Patthar Ke Phool, regia di Anant Balani (1991)
- Kurbaan, regia di Deepak Bahry (1991)
- Saajan, regia di Lawrence D'Souza (1991)
- Love, regia di Suresh Krishna (1991)
- Suryavanshi, regia di Rakesh Kumar (1992)
- Ek Ladka Ek Ladki, regia di Vijay Sadanah (1992)
- Nishchaiy, regia di Esmayeel Shroff (1992)
- Dil Tera Aashiq, regia di Lawrence D'Souza (1993)
- Chandra Mukhi, regia di Debaloy Dey (1993)
- Jaagruti, regia di Suresh Krishna (1993)
- Bulund, regia di M.R. Shahjahan (1993)
- Hum Aapke Hain Koun...!, regia di Sooraj Barjatya (1994)
- Chaand Kaa Tukdaa, regia di Saawan Kumar Tak (1994)
- Andaz Apna Apna, regia di Rajkumar Santoshi (1994)
- Sangdil Sanam, regia di Shomu Mukherjee (1994)
- Karan Arjun, regia di Rakesh Roshan (1995)
- Veergati, regia di K.K. Singh (1995)
- Yeh Majhdhaar, regia di Esmayeel Shroff (1996)
- Khamoshi: The Musical, regia di Sanjay Leela Bhansali (1996)
- Jeet, regia di Raj Kanwar (1996)
- Dushman Duniya Ka, regia di Mehmood e Tabrez Hashmi (1996)
- Judwaa, regia di David Dhawan (1997)
- Auzaar, regia di Sohail Khan (1997)
- Deewana Mastana, regia di David Dhawan (1997)
- Pyaar Kiya To Darna Kya, regia di Sohail Khan (1998)
- Jab Pyaar Kisise Hota Hai, regia di Deepak Sareen (1998)
- Sar Utha Ke Jiyo, regia di Sikander Bharti (1998)
- Bandhan, regia di K. Muralimohana Rao e Rajesh Malik (1998)
- Kuch Kuch Hota Hai, regia di Karan Johar (1998)
- Jaanam Samjha Karo, regia di Andaleeb Sultanpuri (1999)
- Biwi No.1, regia di David Dhawan (1999)
- Sirf Tum, regia di Ahathian (1999)
- Hum Dil De Chuke Sanam, regia di Sanjay Leela Bhansali (1999)
- Hello Brother, regia di Sohail Khan (1999)
- Hum Saath-Saath Hain (Hum Saath-Saath Hain: We Stand United), regia di Sooraj Barjatya (1999)
- Dulhan Hum Le Jayenge, regia di David Dhawan (2000)
- Chal Mere Bhai, regia di David Dhawan (2000)
- Har Dil Jo Pyar Karega..., regia di Raj Kanwar (2000)
- Dhaai Akshar Prem Ke, regia di Raj Kanwar (2000)
- Kahin Pyaar Na Ho Jaaye, regia di K. Muralimohana Rao (2000)
- Chori Chori Chupke Chupke, regia di Abbas Alibhai Burmawalla e Mastan Alibhai Burmawalla (2001)
- Tumko Na Bhool Paayenge, regia di Pankaj Parashar (2002)
- Hum Tumhare Hain Sanam, regia di K.S. Adiyaman (2002)
- Yeh Hai Jalwa, regia di David Dhawan (2002)
- Love at Times Square, regia di Dev Anand (2003)
- Tere Naam, regia di Satish Kaushik (2003)
- Baghban, regia di Ravi Chopra (2003)
- Garv: Pride and Honour, regia di Puneet Issar (2004)
- Mujhse Shaadi Karogi, regia di David Dhawan (2004)
- Phir Milenge, regia di Revathi (2004)
- Dil Ne Jise Apna Kaha, regia di Atul Agnihotri (2004)
- Lucky: No Time for Love, regia di Radhika Rao e Vinay Sapru (2005)
- Maine Pyaar Kyun Kiya, regia di David Dhawan (2005)
- No Entry, regia di Anees Bazmee (2005)
- Kyon Ki..., regia di Priyadarshan (2005)
- Saawan... The Love Season, regia di Saawan Kumar Tak (2006)
- Shaadi Karke Phas Gaya Yaar, regia di K.S. Adiyaman (2006)
- Jaan-E-Mann (Jaan-E-Mann: Let's Fall in Love... Again), regia di Shirish Kunder (2006)
- Baabul, regia di Ravi Chopra (2006)
- Salaam-e-Ishq: A Tribute To Love (Salaam-E-Ishq), regia di Nikhil Advani (2007)
- Marigold, regia di Willard Carroll (2007)
- Partner, regia di David Dhawan (2007)
- Saawariya - La voce del destino (Saawariya), regia di Sanjay Leela Bhansali (2007)
- Om Shanti Om, regia di Farah Khan (2007)
- God Tussi Great Ho, regia di Rumi Jaffery (2008)
- Hello, regia di Atul Agnihotri (2008)
- Heroes, regia di Samir Karnik (2008)
- Yuvvraaj, regia di Subhash Ghai (2008)
- Wanted, regia di Prabhu Deva (2009)
- Main Aurr Mrs Khanna, regia di Prem Soni (2009)
- London Dreams, regia di Vipul Amrutlal Shah (2009)
- Ajab Prem Ki Ghazab Kahani, regia di Rajkumar Santoshi (2009)
- Veer, regia di  Anil Sharma (2010)
- Prem Kaa Game, regia di Ashok Kheny (2010)
- Dabangg, regia di Abhinav Kashyap (2010)
- Tees Maar Khan, regia di Farah Khan (2010)
- Isi Life Mein...!, regia di Vidhi Kasliwal (2010)
- Ready, regia di Anees Bazmee (2011)
- Yeh Dooriyan, regia di Deepshikha Nagpal (2011)
- Bodyguard, regia di Siddique (2011)
- Tell Me O Kkhuda, regia di Hema Malini (2011)
- Ek Tha Tiger, regia di Kabir Khan (2012)
- Son of Sardaar, regia di Ashwani Dhir e Anil Devgan (2012)
- Dabangg 2, regia di Arbaaz Khan (2012)
- Ishkq in Paris, regia di Prem Soni (2013)
- Phata Poster Nikhla Hero, regia di Rajkumar Santoshi (2013)
- Jai Ho, regia di Sohail Khan (2014)
- O Teri, regia di Umesh Bist (2014)
- Lai Bhaari, regia di Nishikant Kamat (2014)
- Kick, regia di Sajid Nadiadwala (2014)
- Bajrangi Bhaijaan, regia di Kabir Khan (2015)
- Un Tesoro Chiamato Amore (Prem Ratan Dhan Payo), regia di Sooraj Barjatya (2015)
- Sultan, regia di Ali Abbas Zafar (2016)
- Tubelight, regia di Kabir Khan (2017)
- Judwaa 2, regia di David Dhawan (2017)
- Tiger Zinda Hai, regia di Ali Abbas Zafar (2017)
- Race 3, regia di Remo D'Souza (2018)
- Yamla Pagla Deewana Phir Se..., regia di Navaniat Singh (2018)
- Bharat, regia di Ali Abbas Zafar (2019)
- Dabangg 3, regia di Prabhu Deva (2019)
- Radhe , regia di Prabhu Deva (2021)